# Макарьино (Шекснинский район)
Макарьино — деревня в Шекснинском районе Вологодской области.
Входит в состав сельского поселения Юроченского, с точки зрения административно-территориального деления — в Юроченский сельсовет.
Расстояние по автодороге до районного центра Шексны — 35 км, до центра муниципального образования Юрочкино — 5 км. Ближайшие населённые пункты — Марьино, Соболево, Гороховское.
По переписи 2002 года население — 8 человек.